# Derwent (flod i Derbyshire)
Derwent  är en flod i Storbritannien med en längd på cirka 80 kilometer. Floden, som har sin källa på Bleaklow Hill i Howden hed, rinner främst åt sydost och mynnar i Trent söder om Derby. Större delen av Derbyshire inom dess avrinningsområde. 
Flodens namn kan ha sitt ursprung i en sammandragning av två keltiska ord, dyr ('ek') och venta ('köpställe'): Floden gav namnet till Derventio slott och staden Derby. Det ligger i riksdelen England, i den södra delen av landet, 170 km nordväst om huvudstaden London.
I början av 1900-talet byggde man tre reservoarer, Howden, Derwent och Ladybower, för att städerna  Derby, Nottingham, Sheffield och   Leicester behövde mera vatten.
Derwent Valley Mills är ett världsarv längs floden mellan Matlock Bath och Derby, inskrivet i december 2001. Världsarvet omfattar fabrikerna i Cromford, Belper, Milford, Darley Abbey. Närmare Derby finns Derby Silk Mill som är den äldsta fabriken i dalen. Fabrikerna byggdes här för att utnyttja vattenkraft och för att transportera sina råvaror och producter på flodet och genom Cromford Canal.
Kustklimat råder i trakten. Årsmedeltemperaturen i trakten är 8 °C. Den varmaste månaden är juli, då medeltemperaturen är 18 °C, och den kallaste är december, med 0 °C.